# Plexos coroideos
Los plexos coroideos son estructuras vasculares del encéfalo encargadas de filtrar el líquido cerebroespinal (o cefalorraquídeo) que sirve de protección al sistema nervioso central. La mayor parte de este líquido se filtra en ellos y se renueva en el ser humano a un ritmo de 3 o 4 veces al día, otra pequeña parte de este líquido se filtra en los espacios subaracnoideos y perivasculares.
Tanto los plexos coroideos como las células ependimarias son una continuación de la piamadre a nivel de los ventrículos. Estos plexos están formados por células ependimarias modificadas, ya que a diferencia de las células ependimarias comunes sus células sí poseen lámina basal y están unidas entre sí por uniones oclusivas o zonula occludens. Además, otra diferencia es que se asientan sobre tejido conectivo y no nervioso (recordemos que las células ependimarias revisten estructuras nerviosas como el conducto del epéndimo en la médula, y las cavidades del encéfalo). Estas células ependimarias modificadas apoyadas sobre tejido conectivo forman la llamada tela coroidea, que se repliega formando los plexos coroideos, los cuales poseen gran cantidad de capilares inmersos en su tejido conectivo. El plasma de estos capilares es filtrado por el epitelio de los plexos coroideos que actúa como una verdadera membrana dializante y finalmente lo secreta a los ventrículos (principalmente laterales) como líquido cefalorraquídeo (LCR). 
Tras salir de los plexos coroideos, el líquido cefalorraquídeo pasa a los ventrículos laterales y de ahí al tercer ventrículo, por los agujeros interventriculares o bien forámenes de Monroe. Pasa luego por el acueducto de Silvio al cuarto ventrículo para salir al espacio subaracnoideo y bañar toda la superficie del sistema nervioso central.